# Estação Botzaris
Botzaris é uma estação da linha 7 bis do Metrô de Paris, localizada no 19.º arrondissement de Paris.

## História
A estação foi aberta em 1911.
Seu nome vem da rue Botzaris, localizada acima da estação, em homenagem ao patriota Markos Botzaris (1788-1823), um dos heróis da independência grega. Ele se levantou contra os turcos e morreu em combate em Karpenisi. Victor Hugo prestou homenagem a ele em seu trabalho Les Orientales.
Em 2011, 1 096 111 passageiros entraram nesta estação. Ela viu entrar 951 182 passageiros em 2013, o que a coloca na 292ª posição das estações de metrô por sua frequência em 302.

## Serviços aos Passageiros

### Acesso
A entrada da estação é marcada por uma edícula Guimard.

### Plataforma
A estação comporta um pé-direito central para melhor suportar as restrições do terreno.

### Intermodalidade
A estação é servida pelas linhas 48, 60 e 71 da rede de ônibus RATP.

## Pontos turísticos
- Parc des Buttes-Chaumont
- Île du Belvédère

## Galeria de Fotografias

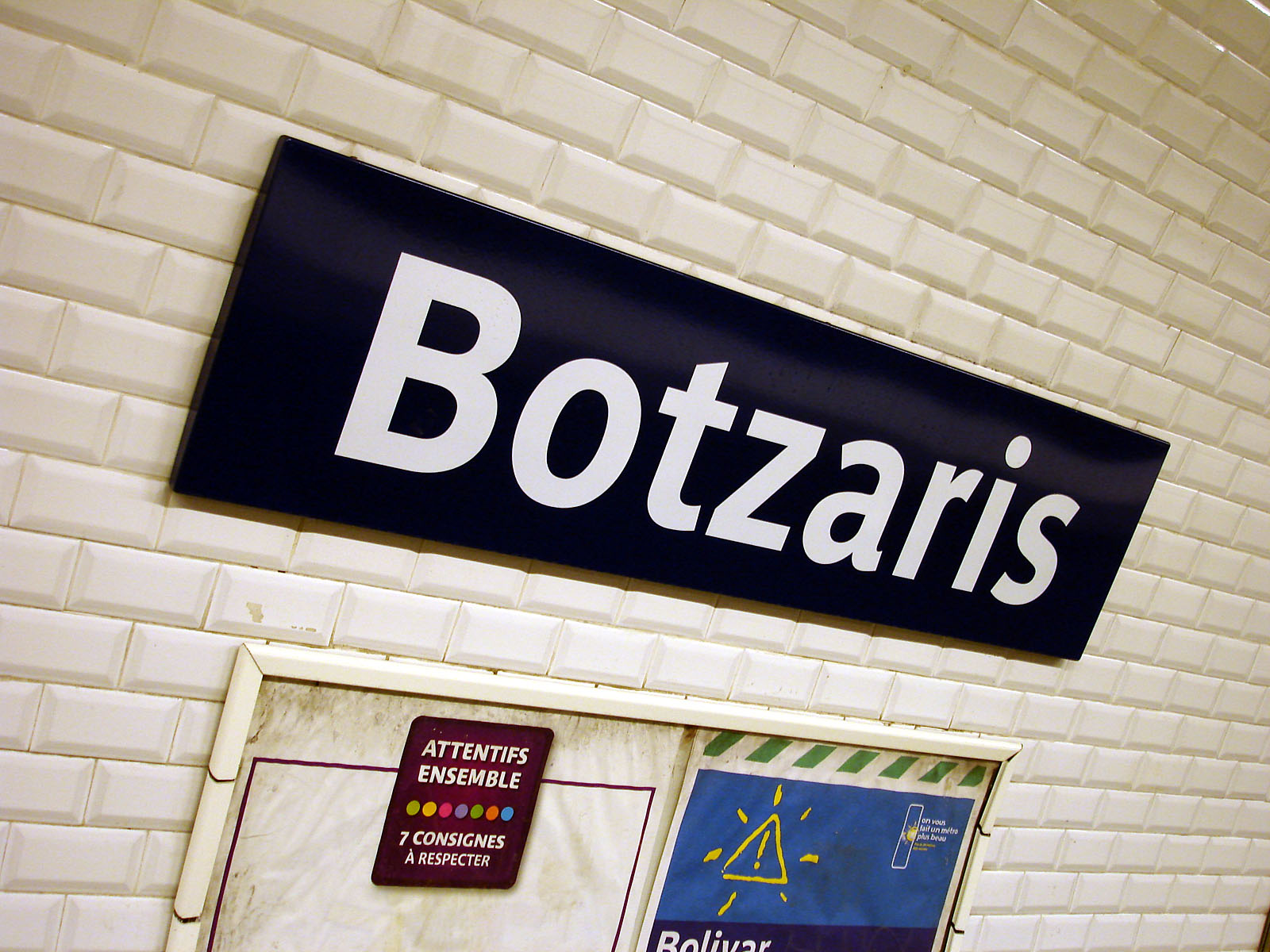
Placa esmaltada indicando o nome da estação.
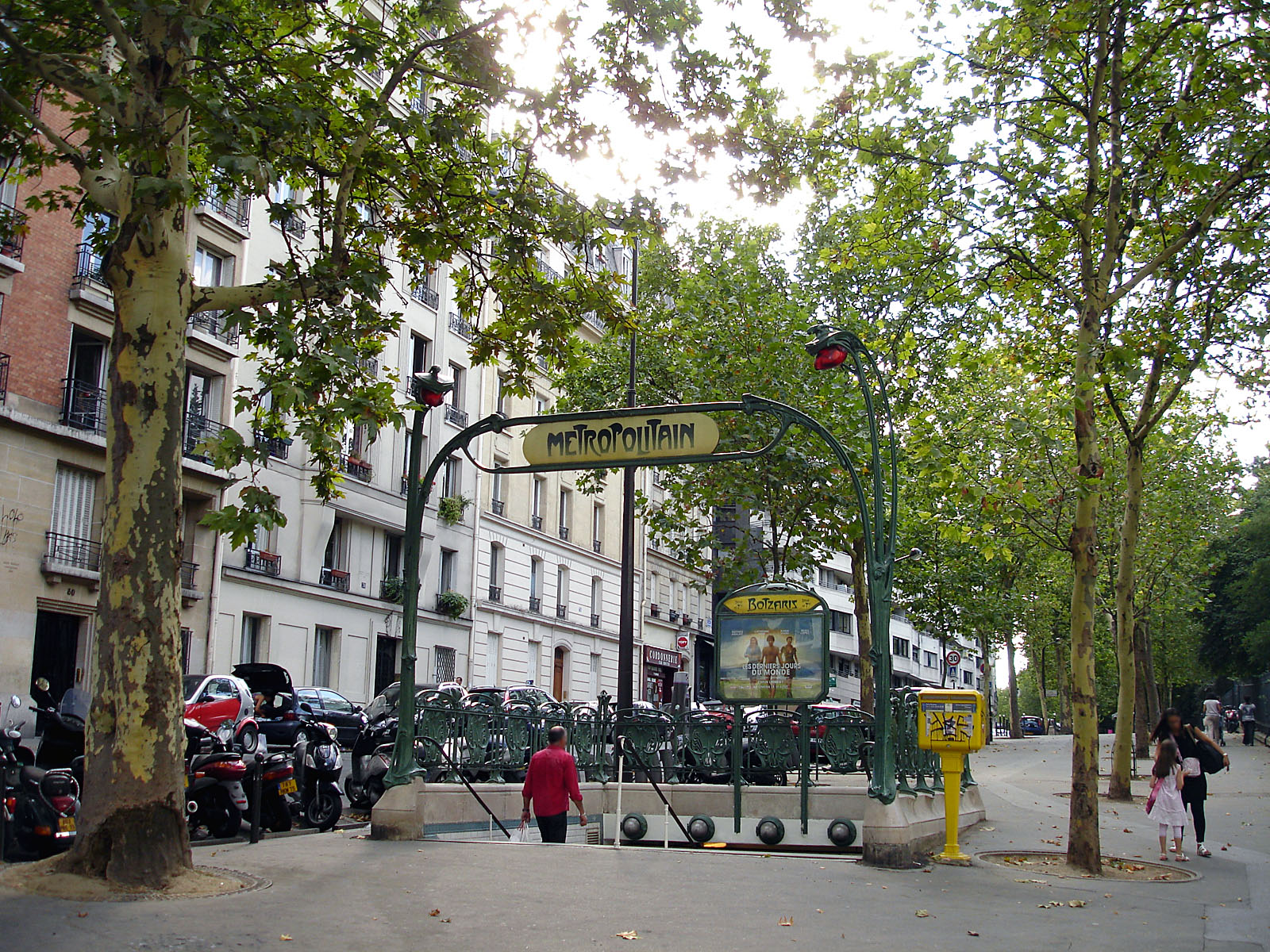
Acesso à estação, rue Botzaris.
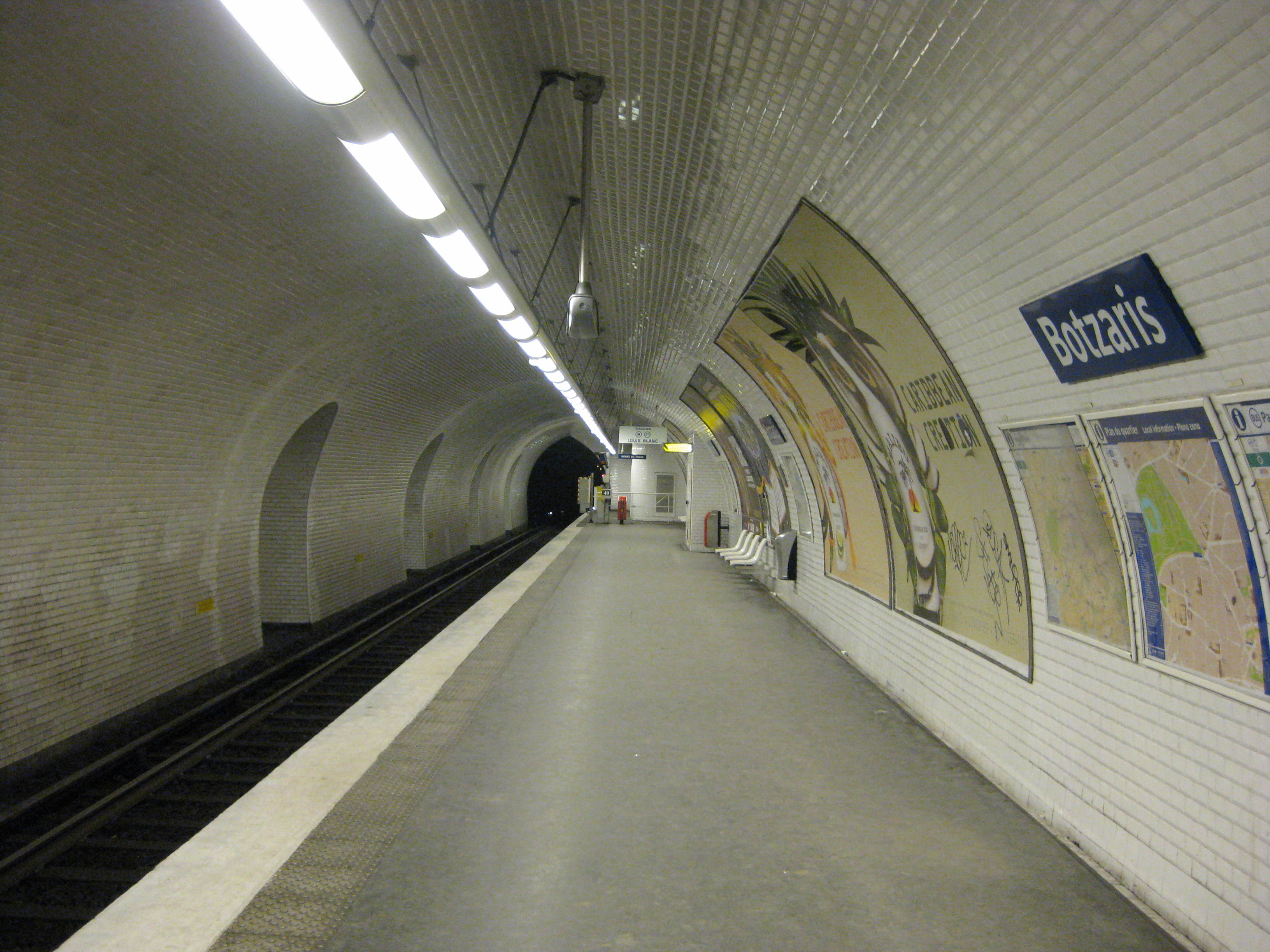
Plataforma da estação Botzaris.